# Зигмунт Фелінський
Зиґмунт Щенсний Фелінський (пол. Zygmunt Szczęsny Feliński; 1 листопада 1822, Воютин — 17 вересня 1895, Краків) — архієпископ Варшавський у 1862—1883 роках, святий римо-католицької церкви.

## Ранні роки
Народився Зиґмунт у 1822 році в селі Воютин на Волині в дворянській сім'ї. Батьки — Герард Фелінский та Єва Вендорф. Сьомий із 11 дітей, з яких більшість померли в ранньому віці. Ім'я Зиґмунт — родове, а Щенсний (переклад на польську латинського імені Фелікс — щасливий) — в честь святого. Вдома хлопця називали лише другим іменем — Філя або Щенсний, так він і сам себе називав; Зиґмунтом він став підписуватися лише ставши архієпископом. Коли йому було 11 років, помер батько. Навчався в гімназіях Луцька та Кременця. У 1838 році, мати була відправлена на силку за участь в польському визвольному русі, а її майно було конфісковане. Завдяки знайомим Феліксу таки вдалося продовжити навчання.
У нього були хороші математичні здібності, проте вступити в Корпус інженерів шляхів сполучення в Петербурзі і на математичний факультет у Києві йому не вдалося через його національність. До того ж у нього не було атестата про повну гімназичну освіту. Йому вдалося лише записатися слухачем на Фізико-математичний факультет Московського університету, який через 4 роки він закінчив з відзнакою. У цей час благодійник Фелінського, Бжозовський, запропонував Щенсному стати вихователем його сина, що дозволило б Фелінському пізніше продовжити власну освіту. Два роки він прожив у свого благодійника. У ці роки почав формуватися його світогляд:
|  | Наука формує лише думку, а найбільшу увагу потрібно приділяти формуванню характера ... Нам необхідно своїми зусиллям здійснювати постійний, нехай навіть повільний, рух у бік добра, і найбільше остерігатися кроків у протилежному напрямку ... Найкращі принципи не принесуть людині ніякої користі, якщо вона не вміє володіти собою, оскільки вона не зможе втілити їх у життя, і буде говорити і думати одне, а робити зовсім інше ... Однак недостатньо вміти володіти собою, - потрібно, щоб воля, яка нами керує, була освячена, інакше вона сама введе нас в оману. Є тільки один істинний і непогрішний світ - Одкровення Боже, будемо ж вникати в нього, щоб втілити його в собі і перейнятися його духом |

## Життя у Європі
У 1847 році Зиґмунд поїхав у Париж, де вивчав французьку літературу в Сорбонні і в Коллеж де Франс. Здобув тут собі повагу співвітчизників, був знайомий з багатьма діячами польської еміграції, наприклад, з Адамом Міцкевичом. Був другом націоналістичного поета Юліуша Словацького.
У 1848 році взяв участь у революційному русі в Познані і був важко поранений в битві під Мілославом. Через рік повернувся у Париж, де на його руках від туберкульозу помер Юліуш Словацький. У 1848—1850 роках був наставником дітей свого покровителя Бжозовського в Мюнхені та і Парижі.

## Повернення у Російську імперію
У цей час Фелінський вирішив присвятити себе духовному званню. У 1851 році повернувся у Російську імперію, почав вчитися в Житомирській єпархіальній семінарії, потім, з кінця 1852 року — в Санкт-Петербурзькій Римсько-католицькій Духовній академії. 8 вересня 1855 висвячений архієпископом Ігнатієм Головінським в священики. Був вікарієм в Храмі Святої Катерини Олександрійської на Невському проспекті, викладав в чоловічій і жіночій школах при ньому, потім з 1857 року служив професором філософії і духовним батьком в Духовній академії. Завдяки йому у 1856 році був заснований у Петербурзі притулок для старців і сиріт, за якими доглядала створена ним же францисканська конгрегація Сестер Родини Марії, яку він підтримував і надалі.

## Архієпископство Варшавське
6 січня 1862 року папа римський Пій IX назначив Зигмунта Фелінського Архієпископом Варшавським, він був висунутий на цей пост російським урядом; єпископський сан отримав 26 січня 1862 року в Санкт-Пітербурзі від архієпископа Вацлава Жилінського. Займався реформуванням програм навчання в Духовній академії у Варшаві та у єпархіальній семінарії.
Зигмунт Фелінський прагнув послабити державне втручання у внутрішні справи церкви, відмовився призначити на вищі пости в архієпископстві лояльних священиків, намагався спілкуватися з Ватиканом без посередництва Імперії. Однак до можливостей збройного повстання він ставився скептично, розмірковуючи, що воно принесе тільки лиха. Положення Фелінського, який вважав своїм обов'язком відстоювати права церкви, але й бачив розумним не йти на конфлікт з владою, було дуже скрутне: з одного боку, недовіра частини пастви, що звинувачувала його у співпраці з урядом (навіть ходили чутки про підготовлюваний замах), з іншого — неможливість задовольнити вимоги світської влади.
Протиріччя посилилося під час національно-визвольного повстання 1863 року. Фелінський докладав зусиль для звільнення ув'язнених священиків, підтримав заборонені у зв'язку з облоговим становищем святкові релігійні процесії. Вийшов з Державної ради Царства Польського і 15 березня 1863 року звернувся з листом до імператора Олександра II, закликаючи його покласти край насильству при придушенні повстання і дати полякам велику політичну автономію. Послання було засуджено революціонерами і негативно зустрінуте імператором.

## Заслання у Ярославлі
Все це призвело до того, що після 16-місячного перебування у Варшаві (9 лютого 1862 — 14 червня 1863) Фелінський мав виїхати в Гатчину, а звідти, через 3 тижні — в Ярославль, де прожив близько 20 років, не маючи права покидати місто. Олександр II усунув його від юридичних обов'язків у Варшавській єпархії, заборонивши йому контактувати з Польщею під загрозою посилання в Соловецький монастир — писати листи Фелінському дозволялося тільки з дозволу поліції. Однак, Пій IX в своїй енцикліці «Ubi urbaniano» закликав вірних Варшавської єпархії і далі вважати Зигмунта Фелінського своїм пастирем. У 1871 році Фелінський відмовився зректися посади взамін на право виїзду за кордон і пенсію в 6000 рублів, пославшись, що може зробити це тільки за вказівкою Папи.

## Смерть та вшанування

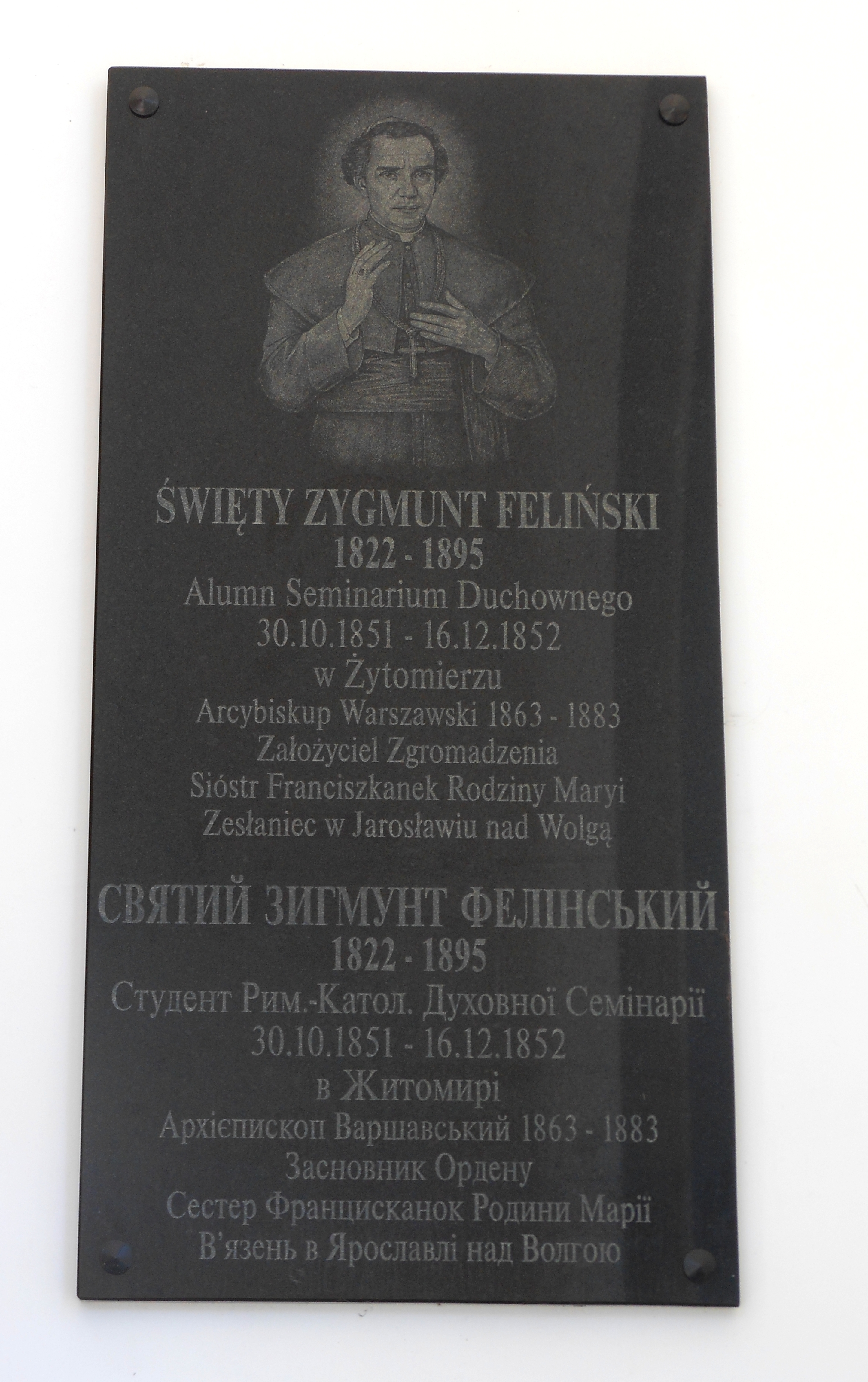
Пам'ятна дошка Святому Зигмунту Фелінському на костелі Святого Йоана з Дуклі в Житомирі

Зигмунт Фелінський помер 17 вересня 1895 року в Кракові, повертаючись з лікування в Карлових Варах, де й був похоронений 20 вересня. Перезахоронений 10 жовтня в Дзвинячці. 1920 року його останки перенесли до Варшавського кафедрального собору, де 14 квітня поховали в одній з крипт.
Від 19 лютого 2016 року одна з вулиць Житомира носить ім'я Святого Зигмунта Фелінського.
6 жовтня 2013 року в рамках святкування 250-річчя Семінарійського костелу Святого Йоана з Дуклі в місті Житомирі відбулося урочисте відкриття пам'ятної дошки на стіні святині Зигмунту Щенсному Фелінському, який навчався у 1851—1852 роках у Житомирській римсько-католицькій духовній семінарії ..

## Праці
- Konferencje duchowne (Львов, 1885)
- Wiedza chrzescianska i bezbozna, wobec zadan spolecznych (Львов, 1889)
- Wiara i niewiara w stosunku do szczescia spolecznego (Краков, 1890)
- Pamietniki ks. Zyg. Szczesn. Felinskiego, arcybisk. warsz. (Краков, 1897)